# Khem Karan
Khem Karan là một thị xã và là một nagar panchayat của quận Amritsar thuộc bang Punjab, Ấn Độ.

## Nhân khẩu
Theo điều tra dân số năm 2001 của Ấn Độ, Khem Karan có dân số 11.938 người. Phái nam chiếm 55% tổng số dân và phái nữ chiếm 45%. Khem Karan có tỷ lệ 47% biết đọc biết viết, thấp hơn tỷ lệ trung bình toàn quốc là 59,5%: tỷ lệ cho phái nam là 54%, và tỷ lệ cho phái nữ là 39%. Tại Khem Karan, 15% dân số nhỏ hơn 6 tuổi.